# Lebesguesches Prämaß
Der Lebesguesche Inhalt und das Lebesguesche Prämaß sind zwei eng verwandte Mengenfunktionen der Maßtheorie, einem Teilgebiet der Mathematik. Aufbauend auf diesen Begriffen wird das Lebesgue-Maß konstruiert, dieses wiederum liefert das Lebesgue-Integral, das eine Verallgemeinerung des Riemann-Integrals ist.

## Lebesguescher Inhalt
Gegeben sei {\displaystyle {\mathcal {I}}:=\{(a,b]\mid a,b\in \mathbb {R} ,a\leq b\}} der Halbring der halboffenen Intervalle. Dann heißt der Inhalt
{\displaystyle \lambda ^{*}\colon {\mathcal {I}}\mapsto [0,\infty ],\,\lambda ^{*}((a,b])=b-a}
der Lebesguesche Inhalt. Er ist σ-endlich.
Er lässt sich auf den von dem Halbring {\displaystyle {\mathcal {I}}} erzeugten Ring
{\displaystyle {\mathcal {S}}:=\left\{\left.\bigcup _{j=1}^{n}I_{j}\,\right|\,I_{1},\dotsc ,I_{n}\in {\mathcal {I}},I_{j}\,{\text{ paarweise disjunkt }}\right\}}
fortsetzen durch
{\displaystyle \lambda '(I)=\sum _{i=1}^{n}\lambda ^{*}(I_{i}),\ {\text{ wenn }}\,I=\biguplus _{i=1}^{n}I_{i}}.
Hierbei ist {\displaystyle I\in {\mathcal {S}}} und {\displaystyle I_{i}\in {\mathcal {I}}}.

## Lebesguesches Prämaß
Tatsächlich ist der Lebesguesche Inhalt bereits ein Prämaß, er ist also σ-additiv. Demnach gilt
{\displaystyle \lambda \left(\bigcup _{i=1}^{\infty }I_{i}\right)=\sum _{i=1}^{\infty }\lambda (I_{i})},
wenn die {\displaystyle I_{i}} paarweise disjunkt sind und {\displaystyle \bigcup _{i=1}^{\infty }I_{i}\in {\mathcal {I}}} gilt. Dies lässt sich wie folgt einsehen: Gegeben sei ein Intervall 
{\displaystyle \bigcup _{i=1}^{\infty }I_{i}=:I\in {\mathcal {I}}}.
Dann enthält dieses Intervall den Abschluss {\displaystyle {\overline {H}}} eines Intervalls und jedes der Intervalle {\displaystyle I_{i}} ist selbst im Inneren {\displaystyle J_{i}^{\circ }} eines weiteren Intervalls enthalten. Somit ist
{\displaystyle {\overline {H}}\subset \bigcup _{i=1}^{\infty }J_{i}^{\circ }}.
Da aber {\displaystyle {\overline {H}}} kompakt ist, existiert eine endliche Teilüberdeckung an {\displaystyle J_{i}^{\circ }}. Nun lassen sich aber alle betreffenden Intervalle so wählen, dass 
{\displaystyle (1-\epsilon )\lambda (I)\leq \lambda (H){\text{ und }}\lambda (J_{i})\leq (1+\epsilon )\lambda (I_{i})}
gilt. Mit der Endlichkeit der Überdeckung folgt daraus die σ-Subadditivität von {\displaystyle \lambda }. Diese ist jedoch bei Inhalten äquivalent zur σ-Additivität, der Inhalt ist also ein Prämaß. Die Fortsetzung auf den erzeugten Ring funktioniert identisch wie oben, ebenso bleibt die σ-Endlichkeit erhalten.
Alternativ zu dem hier angedeuteten direkten Nachweis der σ-Additivität kann man das Lebesguesche Prämaß auch als Spezialfall des Lebesgue-Stieltjesschen Prämaßes ansehen und die σ-Additivität aus der σ-Additivität des Lebesgue-Stieltjesschen Prämaßes ableiten.

## Höherdimensionaler Fall
Wählt man als Grundmenge den {\displaystyle \mathbb {R} ^{n}}, so lässt sich das n-dimensionale Lebesguesche Prämaß auf dem Halbring der halboffenen Quader
{\displaystyle {\mathcal {I}}^{n}:=\{(a,b]\mid a,b\in \mathbb {R} ^{n},a<b\}}
definieren, wobei hier
{\displaystyle (a,b]:=\{(x_{1},\dots ,x_{n})\in \mathbb {R} ^{n}\mid a_{1}<x_{1}\leq b_{1},\dots ,a_{n}<x_{n}\leq b_{n}\}}
bedeutet. Man setzt dann als Lebesguesches Prämaß
{\displaystyle \lambda ^{n}((a,b]):=\prod _{i=1}^{n}(b_{i}-a_{i})}
Dies ist genau das elementargeometrische Volumen eines Quaders, nämlich das Produkt der Seitenlängen, im zweidimensionalen Fall handelt es sich um den Flächeninhalt eines Rechtecks. Sowohl der Nachweis der σ-Additivität als auch die Fortsetzung auf den von {\displaystyle {\mathcal {I}}^{n}} erzeugten Ring laufen analog zum eindimensionalen Fall.

## Bemerkung
- Die hier verwendete Notation mit {\displaystyle \lambda ^{*},\lambda '} und {\displaystyle \lambda } dient der besseren Unterscheidung, meist werden sowohl Inhalt als auch Prämaß und Maß nur mit {\displaystyle \lambda } bezeichnet, auch unabhängig davon, auf welchem Mengensystem sie definiert sind.
- Bei der Konstruktion des Lebesgue-Maßes kommen gelegentlich auch andere Mengenhalbringe als die hier verwendeten vor. Beispiele wären die dyadischen Elementarzellen, die links abgeschlossenen halboffenen Intervalle, die links abgeschlossenen halboffenen Intervalle mit rationalen Eckpunkten oder andere. Die Halbringe stimmen im Allgemeinen nicht überein, aber die von diesen Halbringen erzeugten σ-Algebren sind identisch. Jede Wahl der Halbringe liefert also anschließend dasselbe Lebesgue-Maß.
- Für den n-dimensionalen Fall lässt sich zeigen, dass das aus diesem Fall konstruierte n-dimensionale Lebesgue-Maß genau das n-fache Produktmaß des eindimensionalen Lebesgue-Maßes ist. Das Ergebnis ist also von der Art der Konstruktion unabhängig.
- Da das Prämaß σ-endlich ist, ist die Fortsetzung zum Lebesgue-Maß nach dem Maßerweiterungssatz von Carathéodory eindeutig. Die genaue Konstruktion der Fortsetzung findet sich auch dort.
- Sowohl der Lebesguesche Inhalt als auch das Lebesguesche Prämaß sind Spezialfälle des Stieltjes’schen Inhaltes und des Lebesgue-Stieltjesschen Prämaßes mit {\displaystyle F(x)=x}.